# Alphonse-Victor Angot
Pour les articles homonymes, voir Angot.
Alphonse-Victor Angot, dit aussi l'abbé Angot, né le 10 février 1844 à Montsûrs, mort le 10 juin 1917 à Saint-Fraimbault de Lassay, est un historien français, spécialisé dans l'histoire du département de la Mayenne.

## Origine
Il naît dans la maison familiale à Montsûrs de parents épiciers dont le magasin se trouve au rez-de-chaussée. Sa mère qui avait été pensionnaire chez les Augustines de Baugé et qui a encore une parente parmi elles l'envoie au petit séminaire de Précigné (Sarthe) en 1854 à l'âge de onze ans. Il poursuit ses études au petit séminaire de Mayenne en 1856 et en 1863, il entre au grand séminaire de Laval.

## Religion et ministère ecclésiastique
Tonsuré le 6 juin 1865, promu aux ordres mineurs le 26 mai suivant, au sous-diaconat le 22 décembre 1866 et au diaconat le 2 juin 1867, il est ordonné prêtre dans l'église des Cordeliers à Laval, le 6 juin 1868 ; de cette cérémonie date l'unique photo connue. Il est nommé vicaire de la paroisse de Pré-en-Pail le 19 février 1869. Il est ensuite vicaire à la paroisse Saint Martin à Mayenne où il se lie d'amitié avec un autre vicaire Ferdinand Gaugain également intéressé par l'histoire locale. Il poursuit son vicariat en 1874 à l'Église Saint-Vénérand de Laval, il fréquente alors Ernest Laurain archiviste départemental de la Mayenne et confirme sa passion pour l'histoire. Après avoir été curé du Buret de 1882 à 1885 il demande à être déchargé de tout ministère pastoral à son évêque Mgr Le Hardy du Marais afin de se consacrer exclusivement à sa formation et à son travail d'historien.

## Historien
C'est un historien autodidacte. Dès 1871, il décide de se replonger dans les études, notamment en grec et en sciences, disciplines dans lesquelles il se sent démuni. Pendant son ministère à Laval, il fréquente les Archives départementales avec Ernest Laurain et entame ses travaux de recherche. Il écrit une suite de monographies sur l'histoire de la région. Pendant des années, il recueille des documents, des renseignements et des objets de fouille. Il se lie avec Célestin Port, auteur du Dictionnaire historique, géographique et biographique du Maine-et-Loire. Il se déplace à Angers, au Mans, à Paris, à Tours et à Poitiers pour consulter les archives et compléter ses notes. La particularité de son travail est de lier son travail d'historien à une géographie proche du terrain.
Sans fonction sacerdotale il vit de petites rentes d'origine familiale et rejoint son ami Ferdinand Gaugain au presbytère de Louverné qu'il occupe avec son frère Isodore Gaugain, respectivement vicaire et curé de la paroisse de Louverné. Il s'entoure de collaborateurs et de correspondants: l'abbé Gaugain qui publiera également des articles et ouvrages historiques, le docteur Delaunay, son médecin, qui publie des biographies de médecins mayennais, le jeune Auguste Trouillard, tonnelier et charron qui avec ses qualités de dessinateur l'aide dans son travail sur le terrain et à qui il lui offre même un appareil photo. Au fur et à mesure de ses travaux ses liens avec la  Commission historique et archéologique de la Mayenne (aujourd’hui Société d’archéologie et d’histoire) en font un acteur incontournable des recherches historiques sur le département. Sans être un homme public il noue de nombreuses correspondances.
À la suite de la mutation par l'évêque refusée par les deux frères Gaugain, ils s'installent tous les trois dans une maison familiale de la famille Gaugain au centre du bourg de Sainte-Gemmes-le-Robert où il réside de 1902 à 1914. Outre le rassemblement de ses notes et la rédaction de ses articles et ouvrages il effectue sur le terrain un travail de prospection et même de fouille. Il dégage entre autres le balneum du site du Rubricaire.
Son œuvre majeure est la rédaction aidé par l'abbé Gaugain de son Dictionnaire historique, topographique et biographique de la Mayenne œuvre de 3600 pages, auquel l'ont préparé ses travaux précédents. À la fin de 1897, le troisième volume est sous presse, il songe à réunir les portraits des personnalités marquantes de la Mayenne et le répertoire des armoiries du département. Il en résulte une somme de documents qui forme l’Épigraphie de la Mayenne en deux tomes de 527 et 485 pages qui lui vaut une médaille de l'Académie des inscriptions et belles-lettres et l'Armorial monumental de la Mayenne 600 pages. Il est aidé dans ses publications par son amitié avec Albert Goupil imprimeur et futur maire de Laval.
L'abbé Angot à la fin du XIXe siècle fait des recherches sur le chartrier de Goué qu'il qualifie de « faux ». Au début du XXe siècle, la polémique remonte à la surface lorsque Alain de Goué exhume Les Croisés de Mayenne en 1158. Ce fut Ernest Laurain, directeur des Archives départementales de la Mayenne qui, par une étude complète en 1912, enterra définitivement cette histoire.
En mars 1914 il quitte Sainte-Gemmes-le-Robert pour la communauté des sœurs de  Saint-Fraimbault-de-Lassay qui abrite la maison de retraite des prêtres du diocèse de Laval. il y poursuit son travail jusqu'au 10 juin 1917. Enterré dans le cimetière de la communauté (maintenant Ehpad Saint-Fraimbault) sa tombe a été restaurée à l'occasion des manifestations du centenaire de sa mort. 
Sa biographie a été publiée après sa mort (en 1917) par Ernest Laurain. 
À l'occasion de son centenaire, en 2017, Gaston Cherel en actualisant sa biographie alimente articles et conférences ; plusieurs manifestations, conférences et expositions sont organisées sur le département (Laval, Montsurs, Louverné, Lassay et les Archives départementales mettent à la disposition du public son grand dictionnaire,.

## Publications
La plupart des articles et ouvrages publiés par l'abbé Angot sont librement accessibles sur le site des Archives départementales de la Mayenne :
- Épigraphie de la Mayenne Tome I et II ;
- Monographie paroissiale : Saint-Gervais et Saint-Protais de Brée, diocèse de Laval. Mamers, G. Fleury et A. Dangin, 1884 lamayenne.fr ;
- Monographie paroissiale : Saint-Martin de Préaux, diocèse de Laval, suivie des Mémoires du colonel Lebaillif : 1792-1822. Mamers, G. Fleury et A. Dangin, 1884 (www.lamayenne.fr) ;
- Les Bénédictines du couvent de Sainte-Scholastique de Laval (1621-1795). Mamers, G. Fleury et A. Dangin, 1885 ;
- Monographie paroissiale : Saint-Pierre de Senonnes. Mamers, Fleury et Dangin, 1885 ;
- Le catéchisme au diocèse du Mans depuis 1508. Leguicheux, 1886. Goupil, 1914.
- Les Pocquelin, ecclésiastiques dans le Maine., extrait de la Revue historique et archéologique du Maine, Mamers, G.Fleury et A. Dangin, 1887, 22 p[8]. ;
- Variétés sur le Maine. 1887-1893 ;
- Essai sur l'instruction primaire avant 1789, dans le doyenné de Grez-en-Bouère. Mamers, G. Fleury et A. Dangin, 1888 ;
- Le cidre, son introduction dans le pays de Laval. Mamers, G. Fleury et A. Dangin, 1889  ;
- L'instruction populaire dans le département de la Mayenne avant 1790. Picard, 1890 ;
- Les châteaux et les châteliers dans la Mayenne. Laval, L. Moreau, 1890 ;
- La Révolution et l'instruction populaire dans le département de la Mayenne. Goupil, 1891.  ;
- Guy XX de Laval. Sa conversion. Son expédition en Hongrie. Sa mort, Laval, A. Goupil, libraire-éditeur, 1891.  ;
- Notes sur saint Fraimbault. 1892 ;
- Simon et David de Heemsce, peintres-verriers à Moulay (1543-1567). Mamers, G. Fleury et A. Dangin, 1893  ;
- Histoire de l'imprimerie à Laval jusqu'en 1789, Laval, imprimerie L. Moreau, 1892, extrait du Bulletin historique et archéologique de la Mayenne, 2e série, t. 6, 1893.  ;
- Deux vies rythmées de Saint Melaine à l'usage de l'église de Laval. Mamers, Fleury et Dangin, 1893 ;
- La charité de Notre-Dame de Pritz. 4 p., v. 1893 ; Le Mans, imprimerie Leguicheux.  ;
- Thiphaine Arnoul, aïeule d'Ambroise de Loré, dans La Province du Maine, 1894, p. 168-174.  ;
- Anecdotes mancelles. Goupil, 1895 ;
- Réception d'un chevalier de l'Ordre de Saint-Michel en 1571, dans Revue historique et archéologique du Maine, 1895, t. 38, p. 262-268.  ;
- La collection de M. Couanier de Launay, chanoine honoraire de Laval, à la Bibliothèque de Laval, dans Bulletin de la Commission historique et archéologique de la Mayenne, 1895 (t. X), p. 136-142 ;
- Les Croisés de Mayenne en 1158. Étude critique. Goupil, 1896  ;
- Un soldat catholique de la bataille de Craon (23 mai 1592), 1896  ;
- Mémoires épistolaires sur la Révolution à Laval, avec notice sur M. Duchemin de Villiers. Picard, 1896 ;
- Les nouvelles verrières de Louverné : le Credo. Goupil, 1897 ;
- Quiberon, du 6 juin au 25 juillet 1795, dans Revue historique et archéologique du Maine, t. XLI (1897), p. 335-347.  ;
- Les croisés et les premiers seigneurs de Mayenne : origine de la légende. Goupil, 1897.  ;
- La tombe d'un abbé de Clermont. E. Lelièvre, 1897 ;
- Note sur une statue du Grand Condé, conservée dans l'église de Saulges, dans Bulletin Archéologique du Comité des travaux historiques et scientifiques, 1897, p. 547-549 et planche XII.  ;
- L'église de la Trinité de Laval : sa construction et son plan primitif. Goupil, 1898 ;
- Une statue du Grand Condé dans l'église de Saulges. Goupil, 1898  ;
- Dictionnaire historique, topographique et biographique de la Mayenne. 4 tomes, 1900-1910 ;
- Note sur la Croisade apocryphe de Mayenne en 1158, dans le Bulletin de la Commission historique et archéologique de la Mayenne, 1900, no 16, p. 439-441.  ;
- Le balneum de Rubricaire. Goupil. 1903, dans Bulletin de la Commission historique et archéologique de la Mayenne, 1903, p. 310-315.  ;
- Montaigu. Goupil. 1904  ;
- Sites, monuments et souvenirs du département de la Mayenne. 1907 ;
- La toponymie des ‘Actus P.C.’  Réponse à MM. Busson et Coueffin, dans Les Annales fléchoises et la Vallée du Loir, t. VIII (1907), p. 393-399.  ;
- Remarques sur la toponymie des Actus P.C., dans Les Annales fléchoises et la Vallée du Loir, t. VIII (1907), p. 75-88.
- L'autel de Saint-Eustache dans l'église d'Hambers, 1909  ;
- Association générale des médecins de France, société locale de la Mayenne : petit historique de 1862 à 1909. Laval, Chailland, 1909 ;
- Notes bibliographiques sur un ouvrage liturgique manceau, dans Revue historique et archéologique du Maine, 1909, no 66, p. 89-93.  ;
- Les deux faussaires et le pseudo-trésor de Goué (1614-1690), dans le Bulletin de la Commission historique et archéologique de la Mayenne, 1911, t. 27, p. 341-370  ;
- La tour renaise. Goupil, 1912 ;
- L'assassinat de Criquebœuf au château de Montjean, dans Bulletin de la Commission historique et archéologique de la Mayenne, 1912, tome 28, p. 298-314 ;  ;
- Le restaurateur de l'abbaye d'Évron, dans Bulletin de la Commission historique et archéologique de la Mayenne, 1913, no 29, p. 443-493.  ;
- Note sur une charte du cartulaire de Saint-Julien de Tours, dans Bulletin de la Commission historique et archéologique de la Mayenne, 1913, no 29, p. 121  ;
- Armorial monumental de la Mayenne. Laval, 1913, Éditions Régionales de l'Ouest, 1997 ;
- Les lech’s bretons et leurs similaires au Maine (Extrait de la Semaine religieuse de Laval), Laval, Goupil, 1913  ;
- Monseigneur Pierre de Laval, 1913  ;
- Les vicomtes de Beaumont, seigneurs de La Flèche, dans Les Annales fléchoises et la Vallée du Loir, t. XV (1914), p. 46.  ;
- Les vicomtes du Maine, dans Bulletin de la Commission historique et archéologique de la Mayenne, 1914, no 30, p. 180-232, 320-342, 404-424.  ;
- La poterie à l'œil de perdrix, 1914, p. 342-359, 18 p.   ;
- Monuments épigraphiques et héraldiques de François de Laval, évêque de Dol, à Olivet, dans La Province du Maine, t. XXII (1914), p. 13-19.  ;
- Baronnie de Château-Gontier, dans le Bulletin de la Commission historique et archéologique de la Mayenne, 1915, t. 31, p. 15-46  ;
- Sablé, dans Bulletin de la Commission historique et archéologique de la Mayenne, 1919, no 35, p. 166-189, 266-278, 369-380  ;
- La station romaine de Rubricaire : le camp, la voie, les bains ; les villas. Goupil, 1919  ;
- Baronnie de Sillé, dans Bulletin de la Commission historique et archéologique de la Mayenne, 1920, no 36, p. 135-152.  ;
- La Mayenne illustrée au temps des chemins de fer, éditions Siloë, Laval 1995.